# بلفري

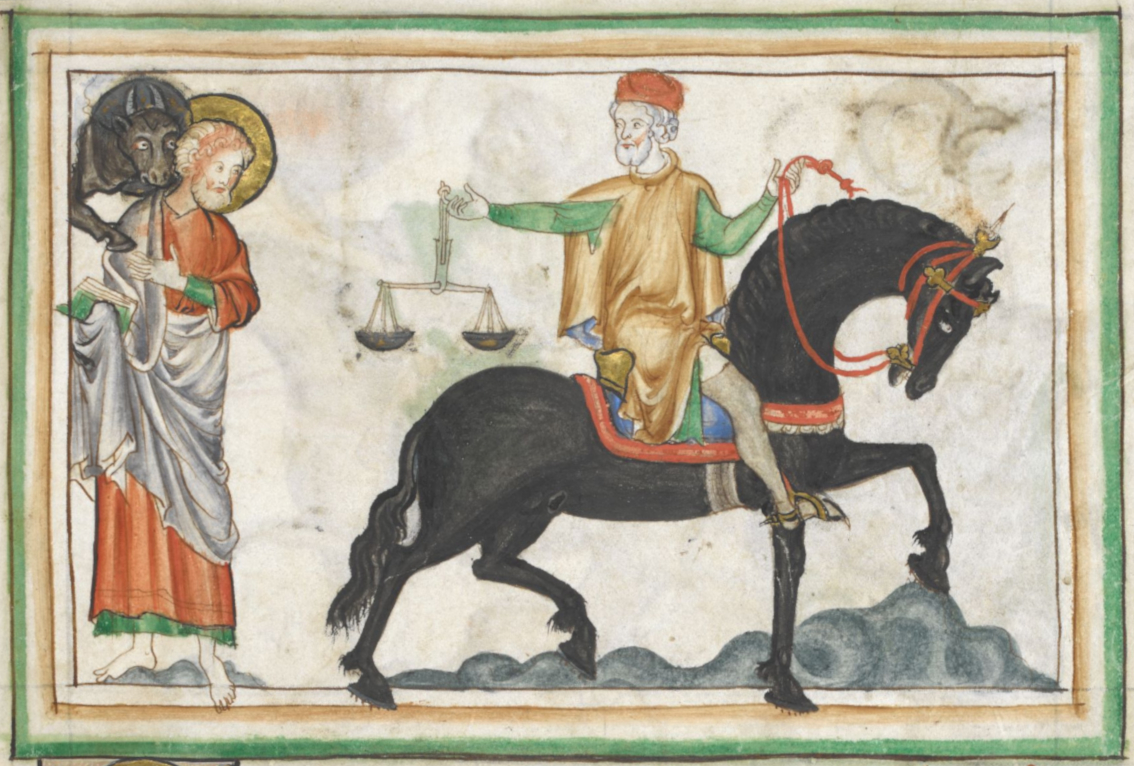
لوحة من العصور الوسطى للبلفري

البَلْفَرِيّ هو نوع من الخيول التي كانت ذات قيمة عالية للركوب في العصور الوسطى. كان حصانًا خفيف الوزن ذو مشية سلسة عادةً، قادر على التحرك ، ومناسب للركوب مسافات طويلة. لم تكن البلفري سلالة محددة كما يُفهم من سلالات الخيول اليوم.

## طالع أيضًا
- الزناتي